# Liste der Biografien/Mux
Liste der Biografien |
Portal Biografien |
Personensuche
# |
A |
B |
C |
D |
E |
F |
G |
H |
I |
J |
K |
L |
M |
N |
O |
P |
Q |
R |
S |
T |
U |
V |
W |
X |
Y |
Z |
?
 
Ma |
Mb |
Mc |
Md |
Me |
Mf |
Mg |
Mh |
Mi |
Mj |
Mk |
Ml |
Mm |
Mn |
Mo |
Mp |
Mq |
Mr |
Ms |
Mt |
Mu |
Mv |
Mw |
Mx |
My |
Mz
 
Mua |
Mub |
Muc |
Mud |
Mue |
Muf |
Mug |
Muh |
Mui |
Muj |
Muk |
Mul |
Mum |
Mun |
Muo |
Mup |
Muq |
Mur |
Mus |
Mut |
Muu |
Muv |
Muw |
Mux |
Muy |
Muz
Die Liste der Biografien führt alle Personen auf, die in der deutschsprachigen Wikipedia einen Artikel haben. Dieses ist eine Teilliste mit 8 Einträgen von Personen, deren Namen mit den Buchstaben „Mux“ beginnt.

## Mux

### Muxa
- Muxanga, Tiago (* 2000), mosambikanischer Boxer

### Muxe
- Muxel, Alexander (* 1969), österreichischer Politiker (ÖVP), Landtagsabgeordneter
- Muxel, Franz Joseph (1745–1812), bayerischer Hofbildhauer, österreichischer Herkunft
- Muxel, Johann Nepomuk (1790–1870), deutscher Lithograph und Radierer
- Muxel, Kathleen (* 1971), deutsche Politikerin (AfD)
- Muxeneder, Franz (1920–1988), bayerischer Volksschauspieler

### Muxf
- Muxfeldt, Hans (1927–1974), deutscher Chemiker (Organische Chemie) und Professor

### Muxt
- Muxtarlı, Əfqan (* 1974), aserbaidschanischer Journalist